# Треска (река)
 Тази статия е за реката в Поречието.  За други значения на Треска вижте Треска.  За други значения на Голема река вижте Голема река.
Треска или Голема (изписване до 1945 година: Голѣма рѣка) е река в Северна Македония, десен приток на Вардар.
Треска е образувана от Еловешката (Еловечка Река), извиращата от източната страна на планината Стогово и от Белишката река (Беличка Река), извираща от северните склонове на Илинската планина. Двете реки се сливат край селото Другово, Кичевско. При Кичево приема водите на левия си приток Заяската река. От Кичево до Брод тече в източна посока, след което прави остър завой и тече на север. В горното си течение в Кичевско и Поречието до Здуние се нарича Голема (известна и със сръбската форма Велика), а след това е известна като Треска. От Здуние до Скопската котловина, в дължина от 28 km, Треска тече през стръмен каньон, в който се намира изкуственото езеро Козяк, образувано в 2005 година. При самия излаз на реката в Скопската котловина се намира и изкуственото езеро Матка, формирано в 1937 година. Край Матка се намират манастирите „Свети Андрей“ и „Свети Никола“, изградени в XIV век.
Дължината ѝ е 127 km, площта на водосборния ѝ басейн е 2068 km2, а средногодишния ѝ отток е 20,2 m3/s. Максимумът на водите е през април (43,8 m3/s), а минимума е през август (7,5 m3/s). При вливането си в река Вардар средногодишният отток е 24,2 m3/s.
Треска се влива във Вардар в Гьорче Петров, западно от Скопие.
Водите ѝ се използват за производство на електроенергия, напояване на земеделски площи, спортен риболов и рекреация.